# Ardro pod Velikim Trnom
Ardro pod Velikim Trnom je naselje v Občini Krško.
Leta 1953 so imenu vasi dodali pod Velikim Trnom.